# Панямуне (замок)
Панямуне (лит. Panemunės pilis) — замок в Литве. Архитектурный памятник. Замок принадлежит Вильнюсской художественной академии.
Рядом с замком находится парк (15,62 га) с 5 каскадными прудами. Он сильно разрушен, так как в послевоенный период были вырублены многовековые липы и другие деревья. В парке сохранился в 1937 году построенный костёл.
Изначально замок был назван в честь поместья, на территории которого он был построен. Позже, когда данный замок занял род Гелгуды, он был назван в честь данного рода. После восстания 1831 года замок получил название Замкус. В начале XIX века когда поблизости находилась деревня Витенай, замок получил такое-же название.

## История
Строительство замка начал в 1604 году Йонуш Эперьеш, землевладелец венгерского происхождения и лесоторговец. Считается, что архитектором здания является автор реконструкции Вильнюсского Нижнего замка Петер Нонхардт (нем. Peter Nonhardt). Замок был построен в 1610 году, но впоследствии несколько раз перестраивался.

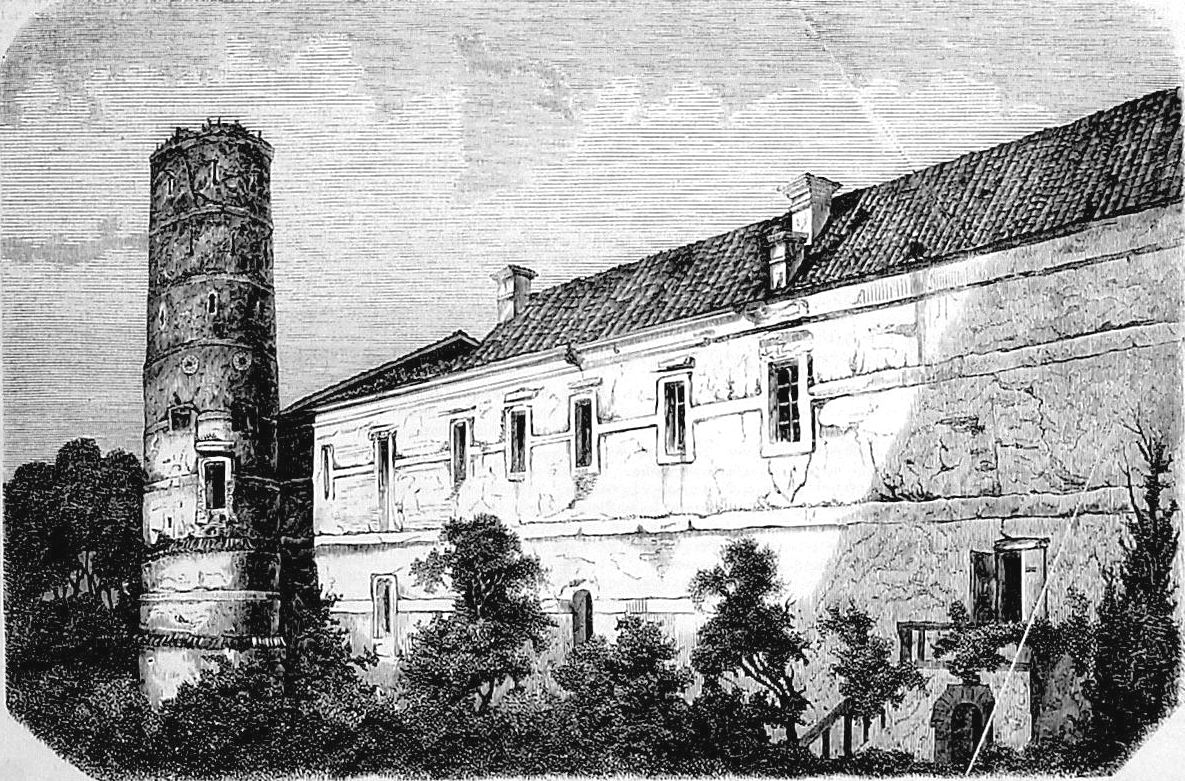
Замок в середине XIX века
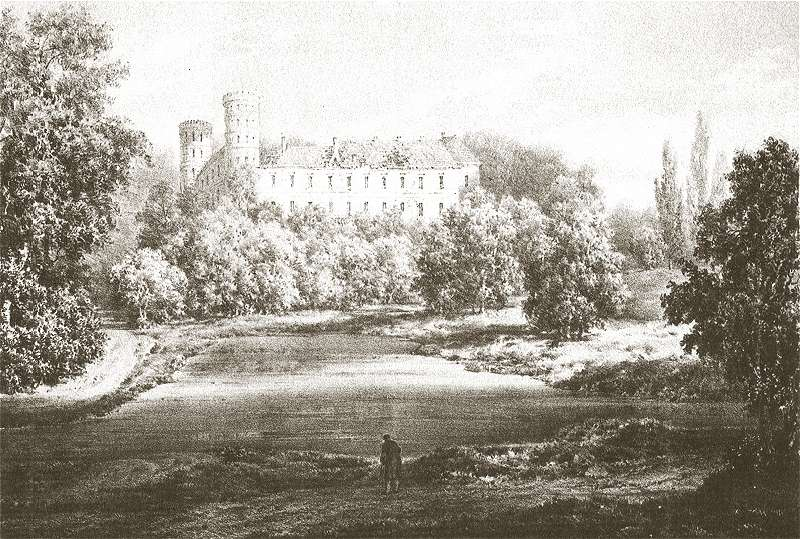
Замок во второй половине XIX века
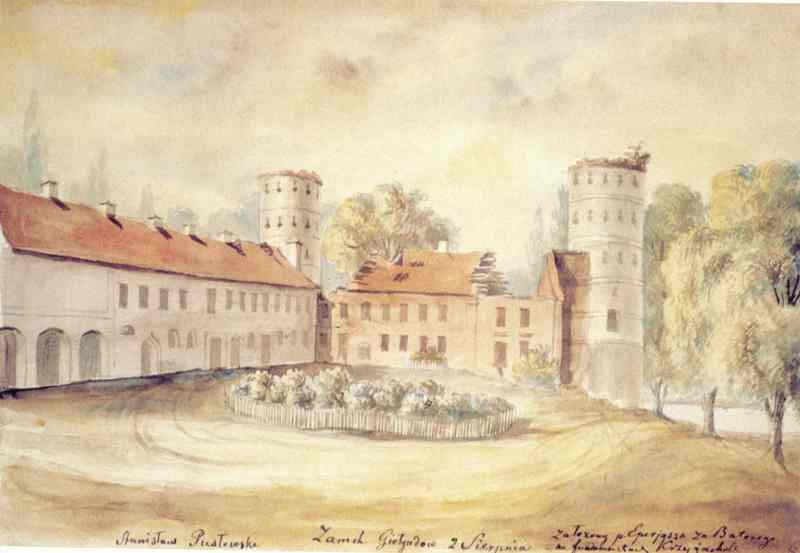
Рисунок замка в середине XIX века

В 1903 году замок посетил русский художник Николай Рерих во время путешествия по Неману со своей женой Еленой.
В 1961 году замок включен в список памятников архитектуры Литвы.
В 2009 году началась активная реконструкция замка. Планировалось восстановить прежний облик замка — были восстановлены две снесенные башни и одно из замковых построек, таким образом, было восстановлено прежнее строение замка с закрытым двором.

## Галерея

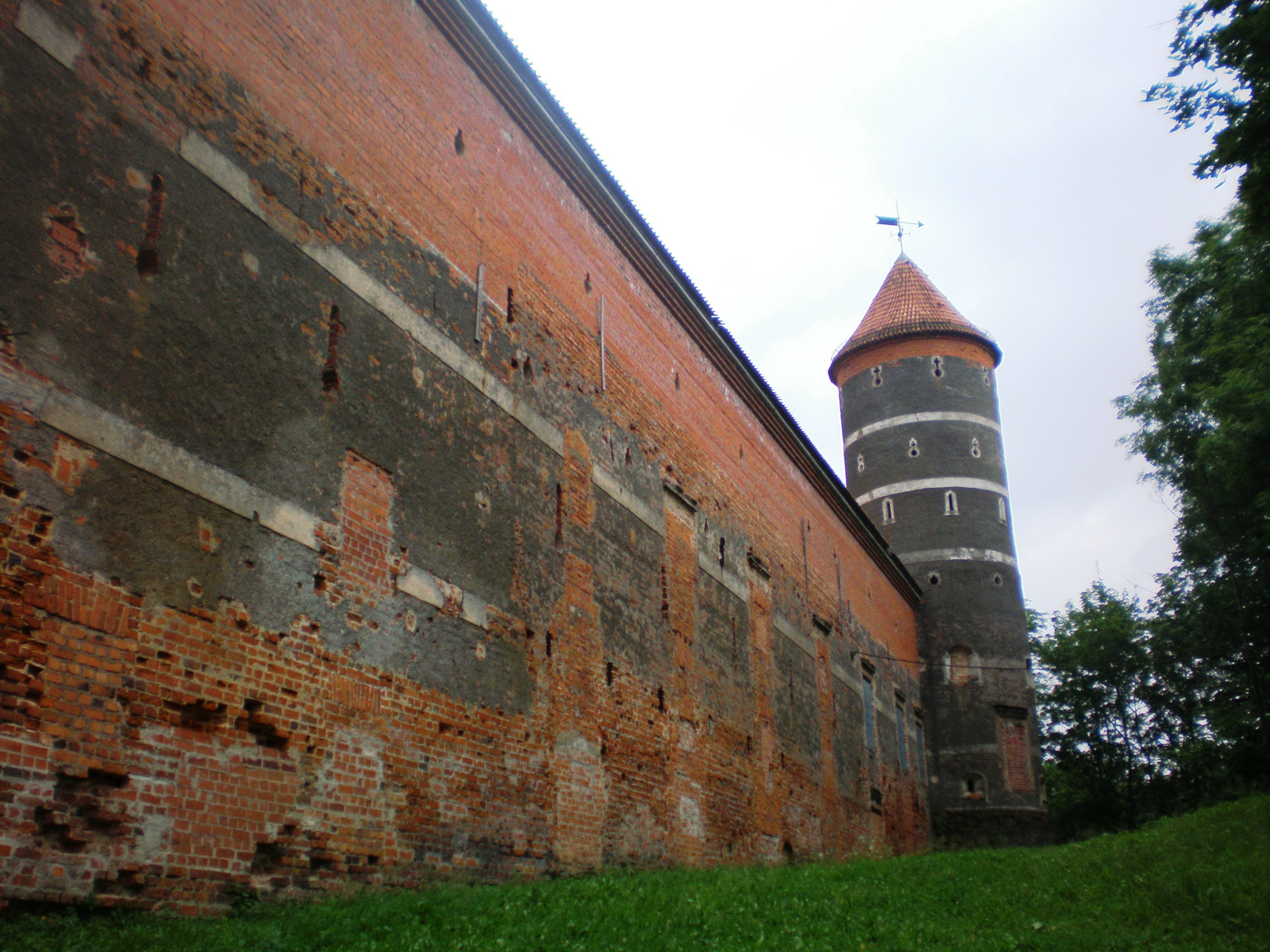
Западная часть замка
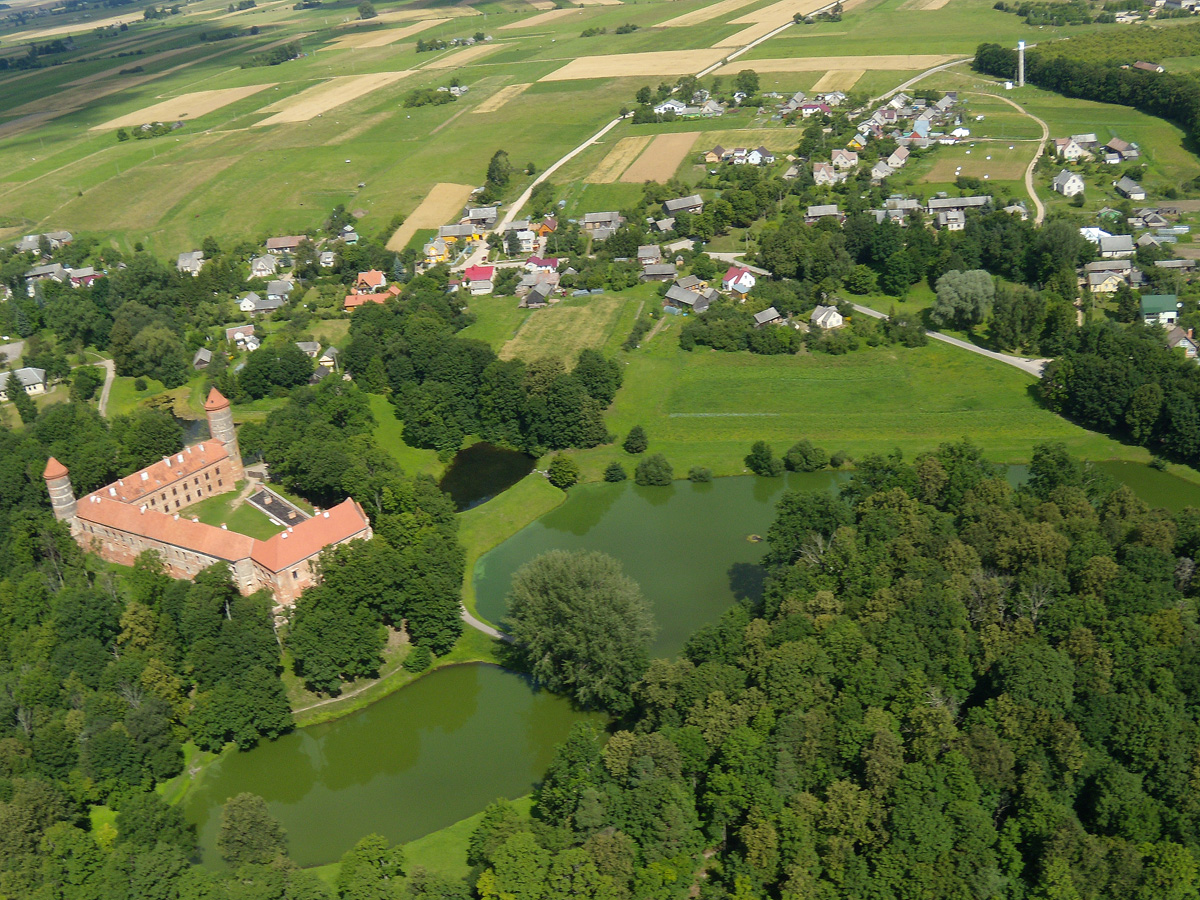
Вид на замок с высоты птичьего полёта
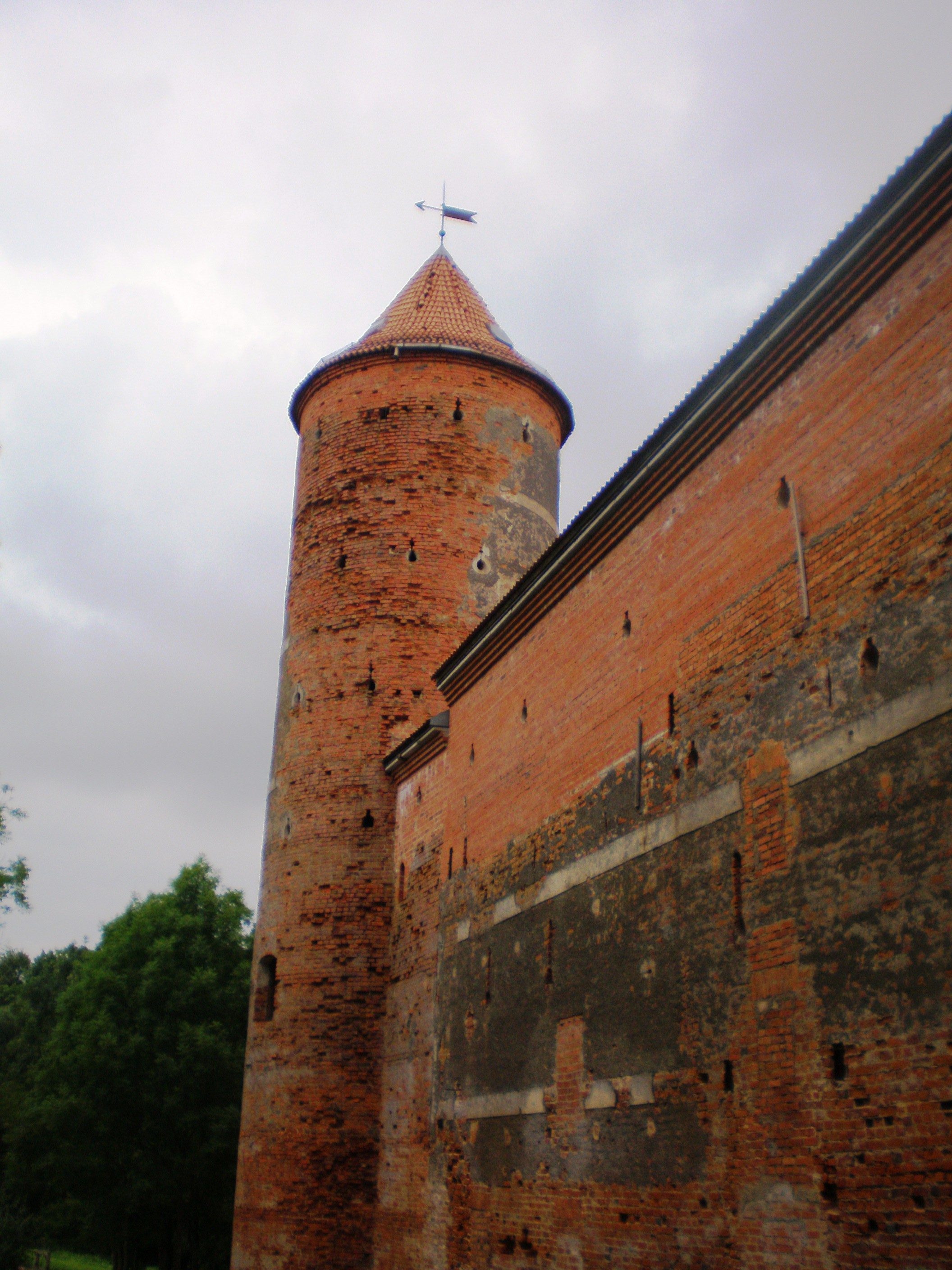
Западная часть замка
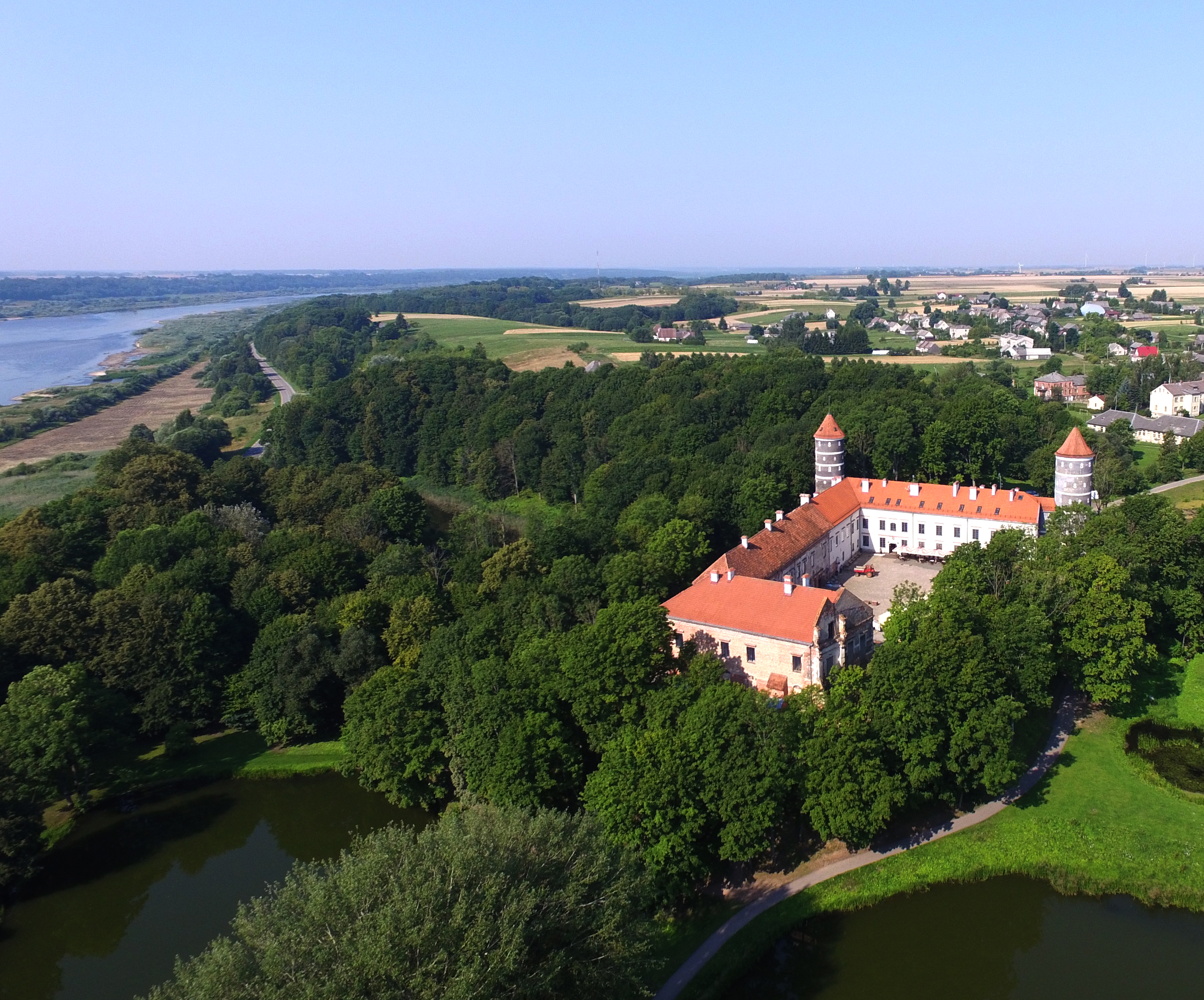
Вид на замок с высоты птичьего полёта
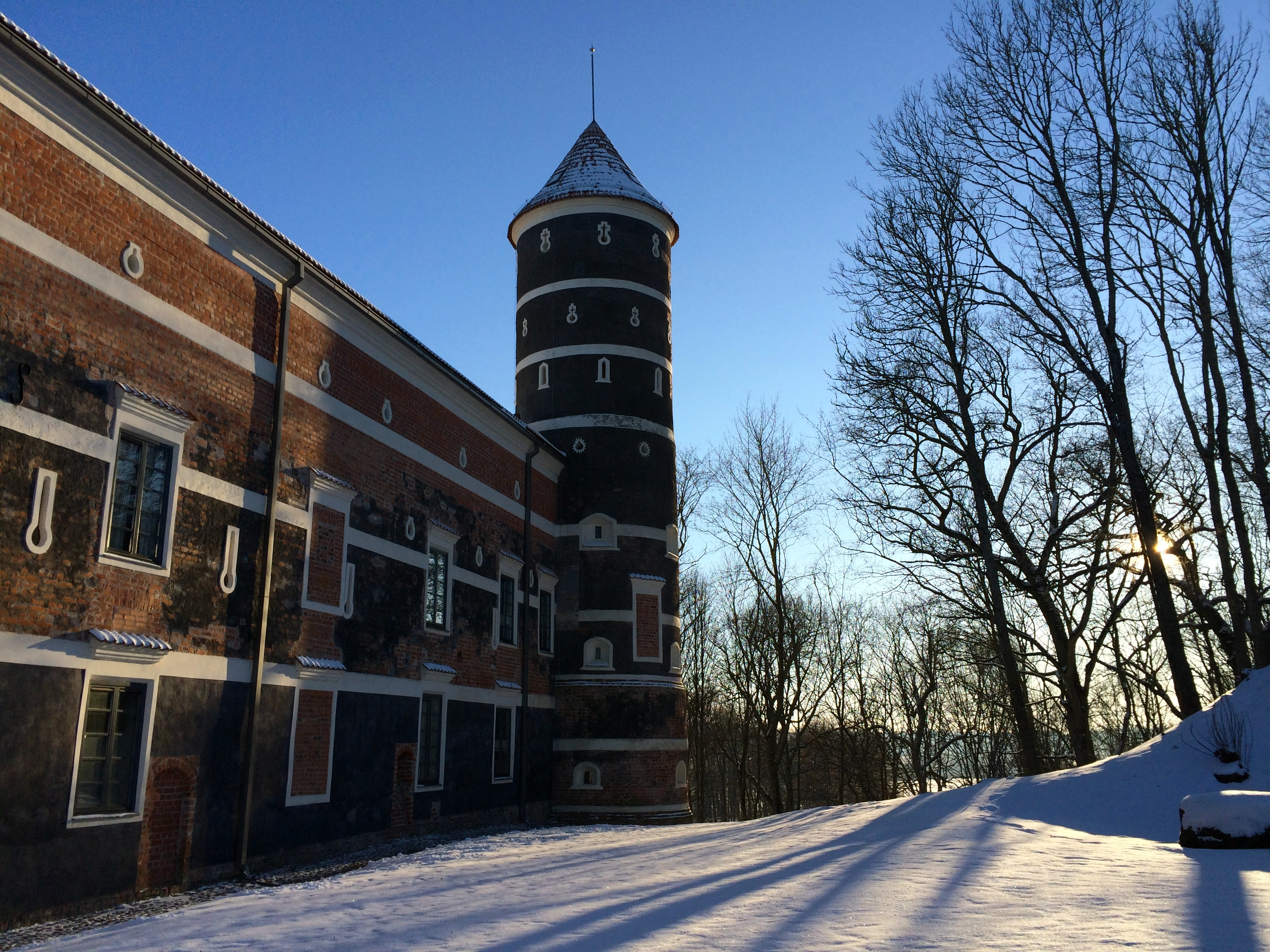
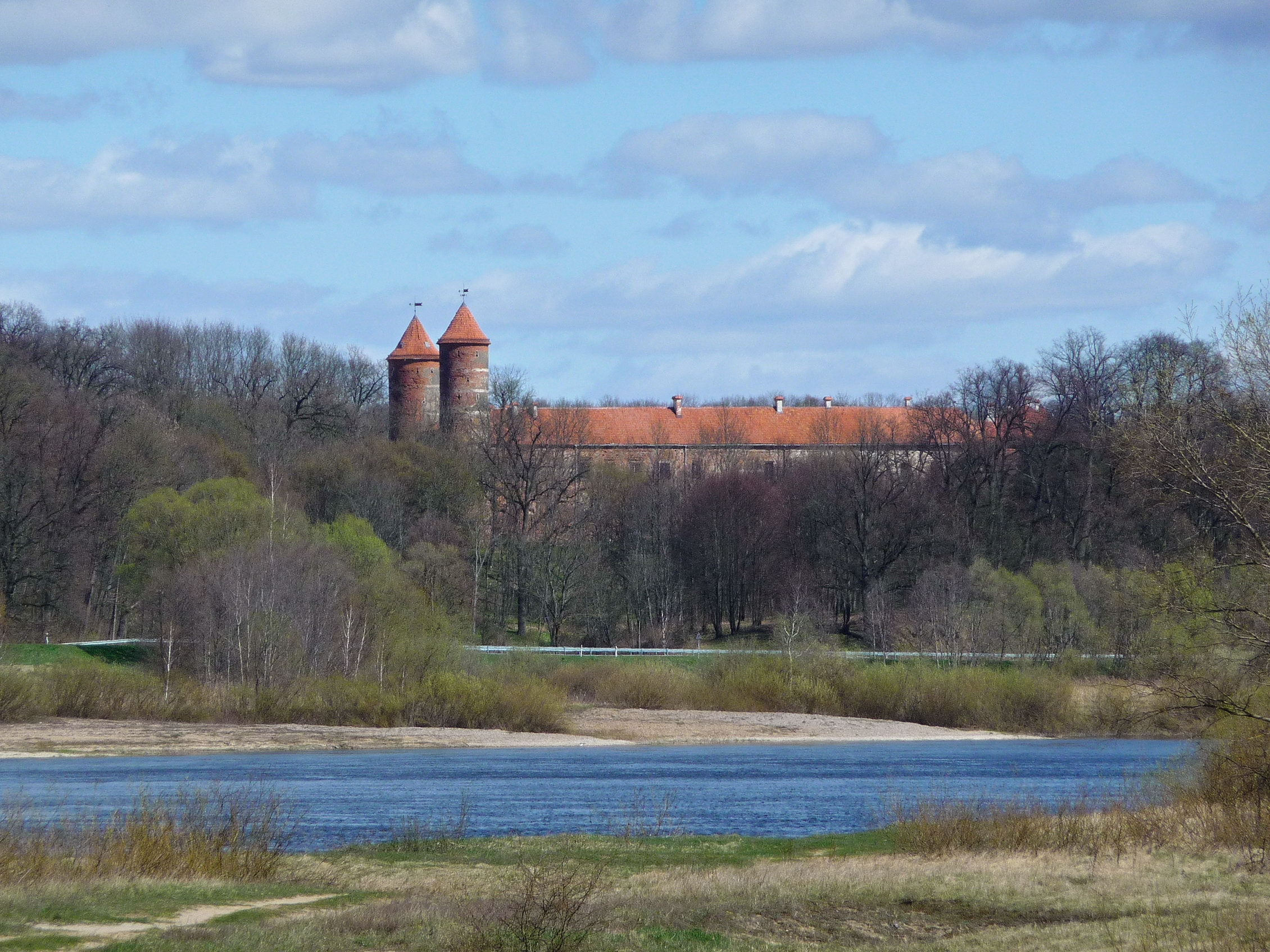
Вид на замок с южного берега Немана
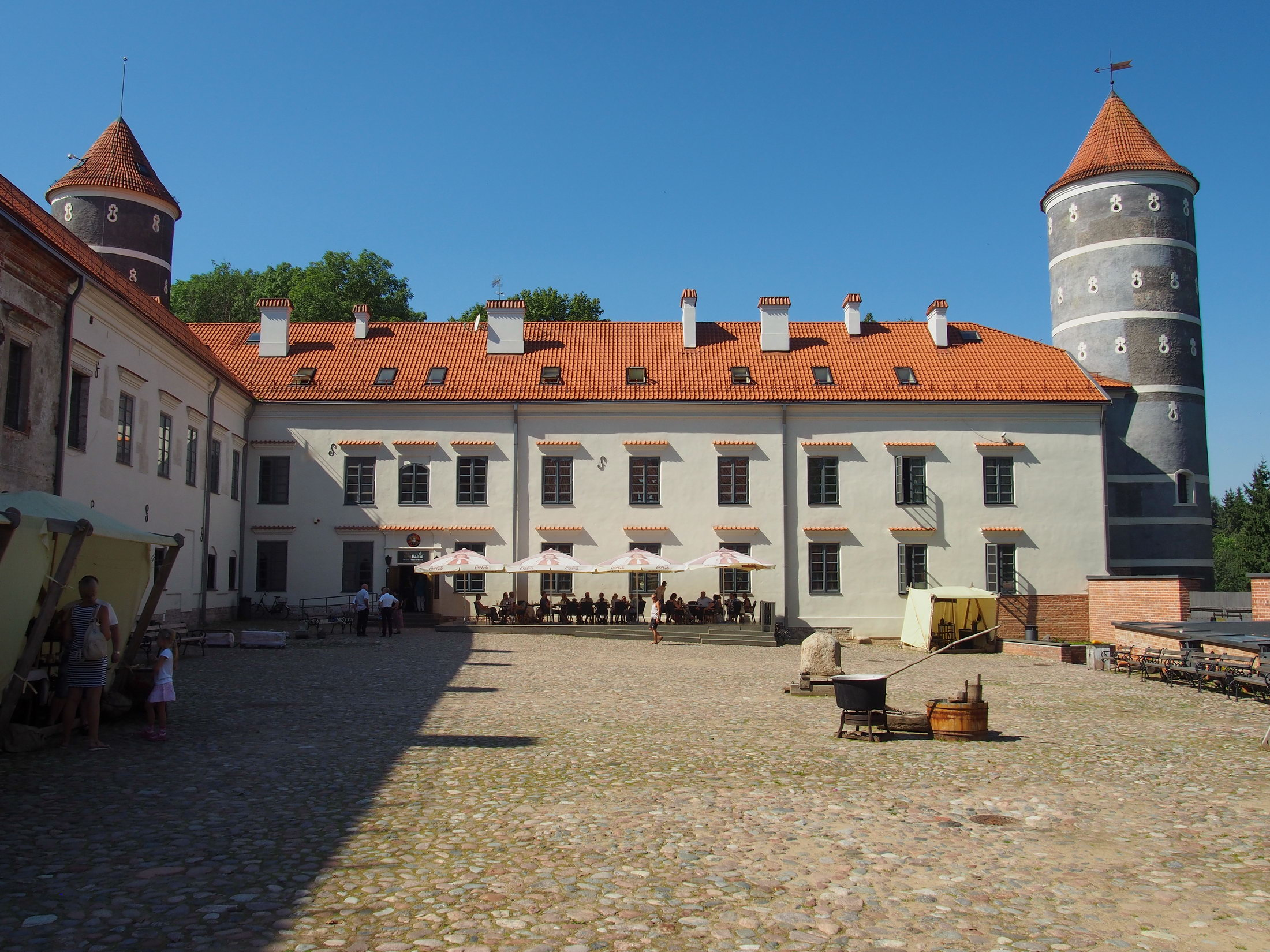
Двор замка
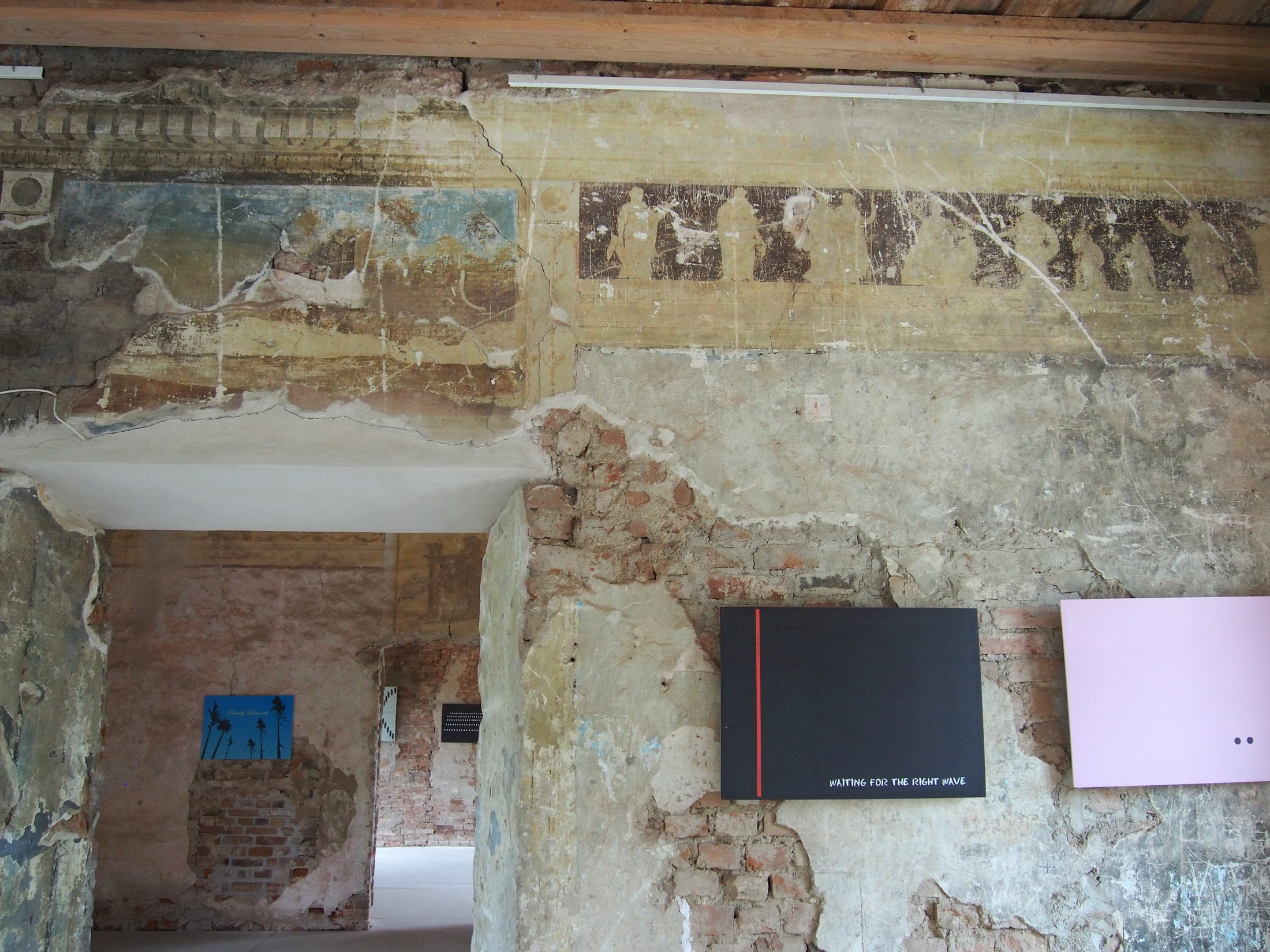
Интерьер замка
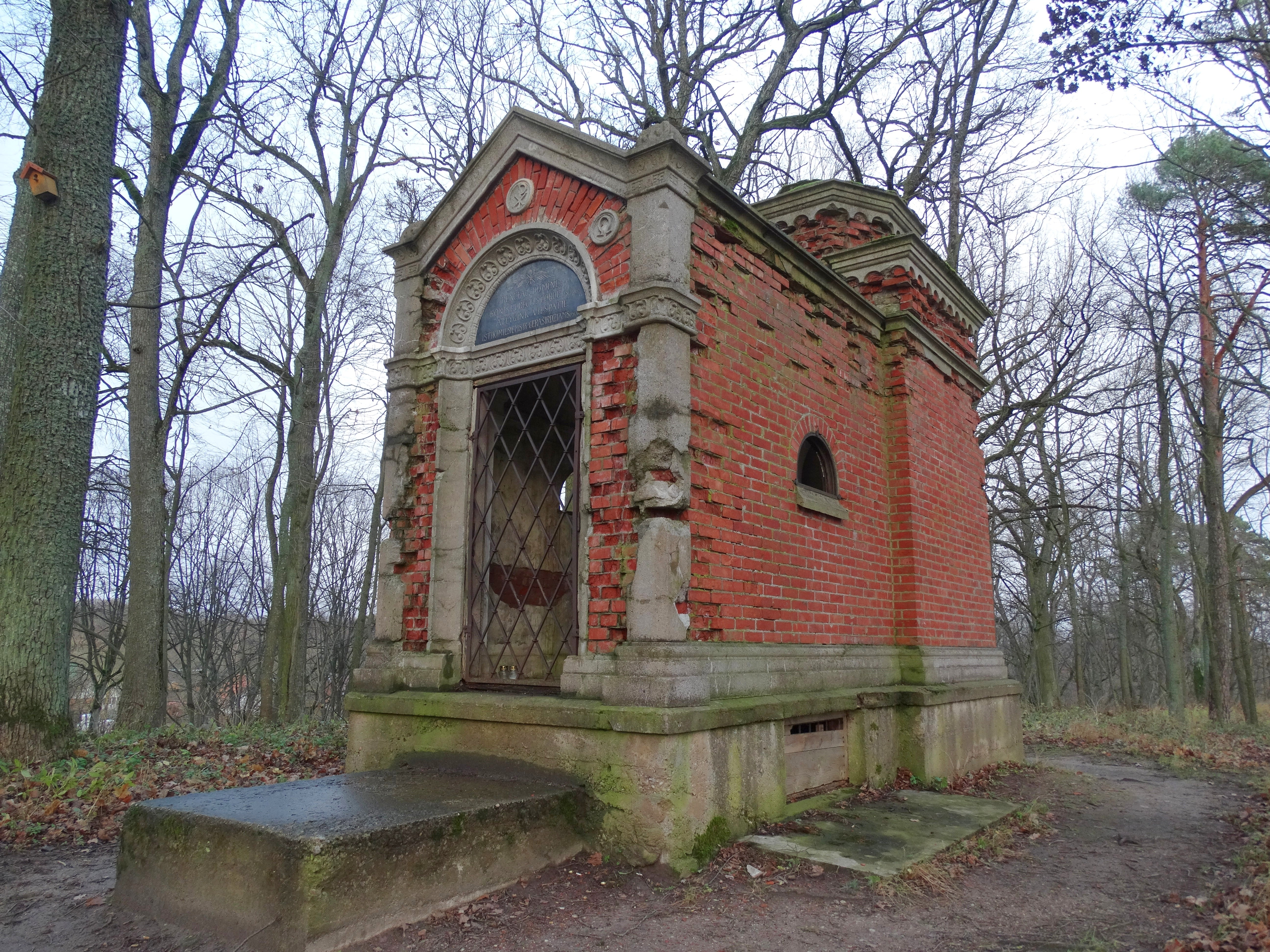
Часовня в парке около замка